# Homoneura variipennis
Homoneura variipennis är en tvåvingeart som beskrevs av Leander Czerny 1933. Homoneura variipennis ingår i släktet Homoneura och familjen lövflugor. Inga underarter finns listade i Catalogue of Life.